# Сточек (Люблінський повіт)
Сточек (пол. Stoczek) — село в Польщі, у гміні Нємце Люблінського повіту Люблінського воєводства.
Населення — 262 особи (2011).
У 1975-1998 роках село належало до Люблінського воєводства.

## Демографія
Демографічна структура станом на 31 березня 2011 року:
|          | Загалом | Допрацездатний вік | Працездатний вік | Постпрацездатний вік |
| -------- | ------- | ------------------ | ---------------- | -------------------- |
| Чоловіки | 134     | 25                 | 93               | 16                   |
| Жінки    | 128     | 23                 | 77               | 28                   |
| Разом    | 262     | 48                 | 170              | 44                   |